# Symbiosi
I Symbiosi sono un gruppo post-punk/goth rock italiano proveniente dalla provincia di Siena. Vengono annoverati tra i gruppi più rappresentativi in Italia per la musica dark insieme ai Limbo e i Neon. Tra i brani divenuti nel tempo dei classici della darkwave italiana vanno ricordati  Fantasmi e Profumo di morte.

## Storia del gruppo

### 1984-1987: Origine e genesi
I Symbiosi si formarono a Colle di Val d'Elsa, nel senese nell'autunno del 1984 da un'idea di Alessandro Grassini e Mirko Frilli, rispettivamente il chitarrista ed il tastierista della futura band. Se la band nacque dunque come duo con l'intenzione di fare brani di minimal wave, fu solo con l'arrivo di Taddei alla voce, Rossano Ciampalini al basso e Gianni Cerone alla batteria che la formazione trovò la formula che la caratterizzerà negli anni futuri. Fu in questi primi anni che la band registrò numerosi brani che poi confluirono nella loro raccolta del 1987 intitolata 85 - 87 ed autoprodotta su cassetta con il marchio La Folie Records. La cassetta presentava 12 brani in stile darkwave di cui l'ultimo intitolato Spleen riprendeva il testo di Charles Baudelaire. Altri brani importanti della raccolta erano Brucia , in seguito inserito nella compilazione 100 Note Compilation (Spittle Records, 1987) e Cosa Ricordi Di Me? inserito poi nella compilazione Tendencies Tape (Stella Mars Product, 1987).

### 1987-1989: DaUscireaFabbrica
Fu nel novembre 1986 che i Symbiosi entrarono al Gas Studio di Firenze per incidere il loro primo EP su 7" intitolato Uscire. Il singolo venne pubblicato all'inizio del 1987 ottenendo un ottimo successo di critica, tanto che ancora oggi è considerato uno dei dischi iconici della darkwave italiana. In particolare il brano Profumo di morte ottenne una certa risonanza radiofonica, ed è ancora oggi ricordato come una "nugget" italiana di questo genere. Un altro brano dell'EP oggi riconosciuto come un classico della darkwave italiana è Fantasmi. All'uscita del disco seguì un fortunato tour sia in Italia che all'estero. Furono di questo periodo il concerto tenutosi ad Empoli il 12 settembre 1987 e quello tenutosi a Starnberg, vicino a Monaco, il 27 novembre 1988 le cui registrazioni andarono a comporre la Live Demo del 1988. Il brano Tempo di vivere estratto dalla cassetta venne poi inserito nella compilazione curata da Guido Lusetti ed intitolata Tempesta magnetica (Gregorsamsa, 1988).
Nel 1987 Gianni Cerone lasciò il gruppo e l'anno dopo anche Rossano Ciampalini, sostituito da Simone Del Zanna.
Sempre nel 1988 la band incise l'album Fabbrica, uscito l'anno seguente e pubblicato dalla V.I.T.R.O.L. Records di Giulio Giannetti. Si trattò di una sorta di testamento postumo: infatti al momento dell'uscita i Symbiosi risultavano già sciolti poco dopo aver concluso un nuovo mini tour in Germania ; si sarebbero riformati soltanto negli anni 2000.
Tra '89 ed il '90 intanto alcuni loro brani furono inclusi in alcune compilation quali Siena Live (Stella Mars Product, 1989) e Rock Bands (Stella Mars Product, 1989), antologie soprattutto di band neo-psichedeliche del senese.

### 2010: La reunion
Se negli anni precedenti i membri dei Symbiosi parteciparono ad altri progetti musicali, fu solo nel 2010 che Alessandro Grassini e David Taddei sentirono l'esigenza di riformare l'ormai storica band, coinvolgendo Simone Del Zanna e Mirco Frilli che però preferì non aderire al progetto. Nel 2011 i Symbiosi si riformano annettendo alla formazione Riccardo Chiarucci (tastiere/programmazione) e Francesco Macheda (chitarra). Il progetto riparte da una nuova produzione dal titolo Un unico nucleo di dolore che citava un verso della loro canzone Fine silenzio. Il disco contiene la rimasterizzazione dei loro successi degli anni '80. Sempre nel 2011 sono in tour nei club delle principali città italiane e sono stati ospiti d'onore al Dark Italia Festival 2011.
Alla fine del 2012 Uscì per la SF Records il loro nuovo album intitolato Il tempo e contenente inediti mai pubblicati negli anni '80, riproposti e risuonati con la nuova formazione. Se ancora appare chiara l'ispirazione al goth rock anni '80, il disco subisce anche influenze più legate ad una certa elettronica, assieme a sonorità più marcatamente minimal wave e synth pop.
Nel 2015 Gianlorenzo Giovannozzi iniziò un percorso di riscoperta della scena italiana legata al post-punk, inaugurando la collana di compilazioni intitolate 391. Voyage Through The Deep 80s Underground In Italy e pubblicata dalla Spittle Records. Tale collana raccoglieva e riscopriva, regione per regione, le vecchie "nuggets" della darkwave, della minimal synth e della new wave dello stivale. Nel Volume 3 dedicata alla Toscana e pubblicata nel maggio 2015, Giovannozzi incluse il loro brano Contatti del 1987.
Il 2 dicembre 2015 i Symbiosi comunicano ai fan, tramite social network e via facebook, la scomparsa di Simone Del Zanna, che viene a mancare all'età di 53 anni.

## Componenti
- Alessandro Grassini (1984-1989); (2011-2012) - chitarra
- Mirco Frilli (1984-1989) - tastiere
- David Taddei (1985-1989) ; (2011-2012) - voce solista
- Rossano Ciampalini (1985-1988) - basso
- Simone Del Zanna (1988-1989) ; (2011-2012) - basso
- Riccardo Chiarucci (2011-2012) - tastiere
- Francesco Macheda (2011-2012) - chitarra
- Gianni Cerone (1986-1987) - batteria

## Discografia

### Album
- 1989 - Fabbrica
- 2012 - Il tempo

### EP
- 1987 - Uscire

### Raccolte
- 1988 - Symbiosi 85-87
- 2011 - Un unico nucleo di dolore

### Partecipazioni a compilation
- 1987 - 100 Note Compilation (LP, Comp) Spittle Records
- 1987 - Tendencies Tape (Cass, Comp, Ltd, Num) Stella Mars Product
- 1988 - Tempesta Magnetica (Cass, Comp) Gregorsamsa
- 1989 - Siena Live (Cass, Comp)Stella Mars Product
- 1990 - Rock Bands (Cass, Comp) Stella Mars Product
- 2015 - 391 | Vol.3 Toscana Spittle Records